# Sultonobod
Sultonobod ist eine Siedlung städtischen Typs im Bezirk Qoʻrgʻontepa der usbekischen Viloyat Andijon im Ferghanatal.
Der Ort liegt etwa 60 km östlich der Viloyathauptstadt Andijon und etwa 20 km östlich der Bezirkshauptstadt Qoʻrgʻontepa im äußersten Osten Usbekistans, etwa 7 km unterhalb des Staudamms der Andijon-Talsperre. Der Shahrixonsoy fließt südlich an dem Ort vorbei, der Andijonsoy nördlich.
Sultonobod wurde 1979 gegründet. 1990 hatte die Siedlung 11.500 Einwohner, einer Berechnung für 2015 zufolge betrug die Einwohnerzahl 16,450. Den Status einer Siedlung städtischen Typs erhielt Sultonobod 2009.